# Monotypizacja

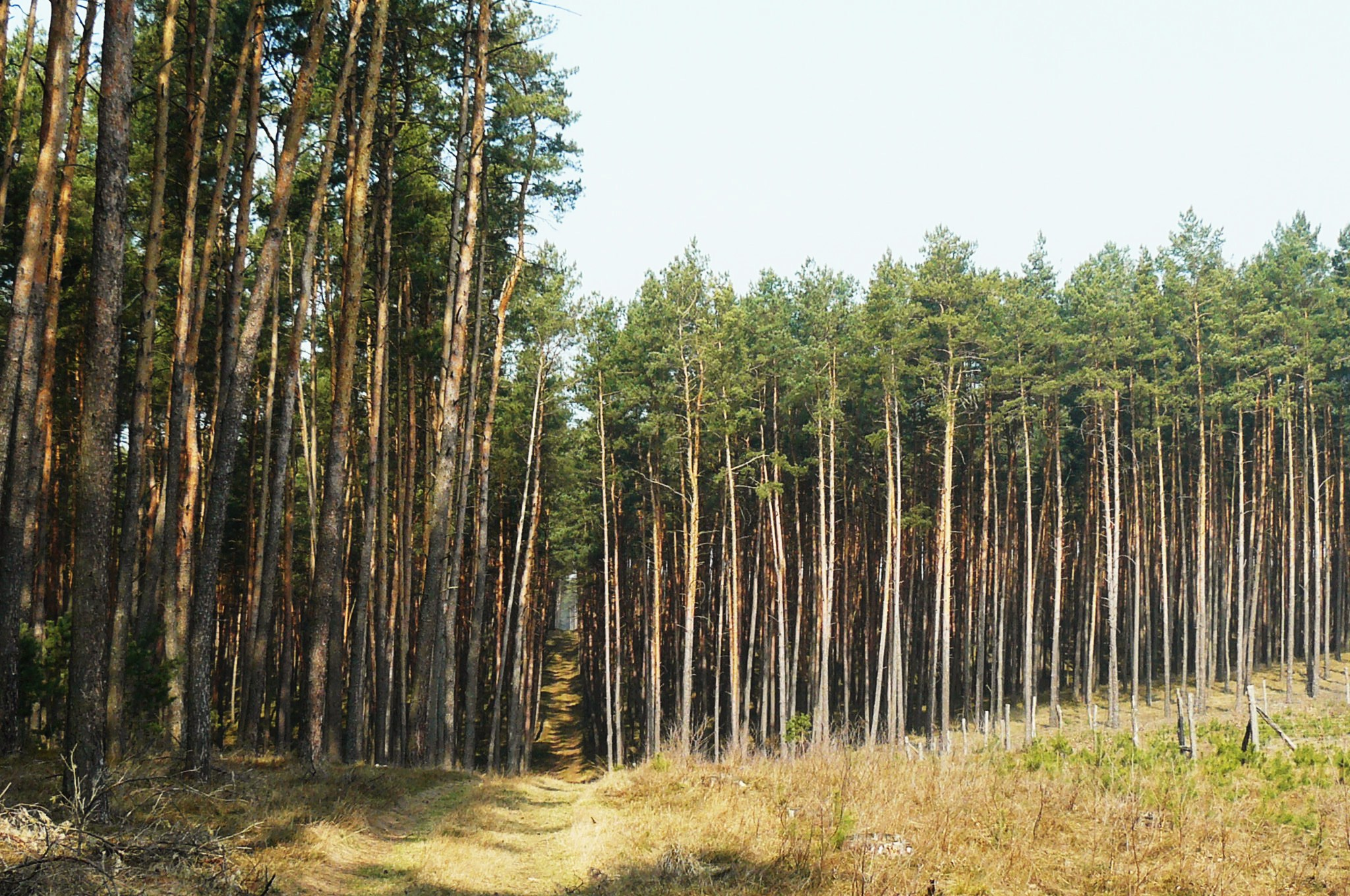
Monokultura sosnowa w Puszczy Drawskiej – przykład monotypizacji

Monotypizacja – jedna z form degeneracji fitocenoz.
Polega na ujednoliceniu drzewostanu (przekształceniu np. wielogatunkowego drzewostanu w monokulturę, np. sosnową), zarówno pod względem gatunkowym, jak i wiekowym. Monotypizacja wpływa też na zubożenie struktury warstwowej lasu. Struktury zmonotypizowane są mniej odporne na ataki szkodników lub silne wiatry.